# The Jelly Jam
A The Jelly Jam egy amerikai supergroup, amelyet a King's X, a Dream Theater, a Winger és a Dixie Dregs zenekarok tagjai alkotnak. 2002-ben alakultak meg.
Tagjai: Ty Tabor (gitár, ének), Rod Morgenstein (dobok), John Myung (basszusgitár).
A Dream Theater-hez hasonlóan a Jelly Jam is progresszív metalt játszik. A zenészeknek 1999-ben már volt egy supergroup-juk, Platypus néven. A Jelly Jam-et a Platypus feloszlása után alapították meg. A zenekar egyike a Dream Theater számtalan mellék-projektjének.

## Diszkográfia
- The Jelly Jam (2002)
- The Jelly Jam 2 (2004)
- Shall We Descend (2011)
- Profit (2016)